# Dumingag
Dumingag est une localité de la province du Zamboanga du Sud, aux Philippines. En 2015, elle compte 47 485 habitants.